# 身毛広
身毛 広（むげつ の ひろ）は、飛鳥時代の人物。牟宜都比呂とも書く。姓は君。壬申の乱の大海人皇子（天武天皇）方の功臣。

## 出自
身毛氏（牟義公・身毛君・身毛都君）は美濃国の地方豪族で、牟義都国造家とされる。身毛（牟義）は美濃国の武芸郡（むげのこおり、後の武儀郡）を指す。また『日本書紀』は身毛氏は景行天皇の子である大碓皇子の後裔であるという。

## 経歴
壬申の乱（672年）において大海人皇子が挙兵を決断した際、広は吉野にいた皇子のそばにおり、舎人として仕えていた。美濃には皇子の湯沐邑があり、広が舎人になったのもその縁ではないかという学者もいる。
皇子自身が行動をおこす2日前、6月22日に、身毛広は村国男依、和珥部君手と3人で美濃国に先行するよう命じられた。彼らの任務は、安八磨評（後の安八郡）の湯沐令多品治に連絡し、まずこの評を挙兵させることであった。彼らは無事にその任を果たし、美濃の兵3千が大海人皇子のために不破道を塞いだ。このおかげで大海人皇子は東国の兵力を集めることができた。
その後の広の活躍は不明だが、乱の後、80戸の封戸を与えられた。『日本書紀』は12月4日に勲功ある人を選んで

冠位を増し、小山位以上をあたえたと記すので、広もこれと同じかそれ以上の位を受けたと思われる。
その後の身毛広については記録がない。